# Evropsko prvenstvo v hokeju na ledu 1927
Evropsko prvenstvo v hokeju na ledu 1927 je bilo enajsto Evropsko prvenstvo v hokeju na ledu, ki se je odvijalo med 24. in 29. januarjem 1927 na Dunaju. V konkurenci šestih reprezentanc, je zlato medaljo osvojila avstrijska reprezentanca, srebrno belgijska, bronasto pa nemška.

## Dobitniki medalj
| Zlato | Srebro | Bron |
| AvstrijaHerman Weiss Kurt Wollinger Walter Brück Jacques Ditrichstein Reginald Spevak Herbert Brück Ulrich Lederer Walter Sell Alfred Revi Hans Tatzer Josef Göbel | BelgijaHector Chotteau Roger Bureau Albert Collon Louis de Ridder Louis Franck Wilhelm Kraitz David Meyer Charles Mulder André Poplimont Pierre van Reysschot Gaston van Volxem | NemčijaAlfred Steinke Mathias Leiss Franz Kreisel Walter Sachs Horst Orbanowski Fritz Rammelmayer Gustav Jaenecke Wolfgang Kittel Erich Römer Hans Schmidt Alex Grueber |

## Tekme
| 24. januar 1927 | Avstrija | 6:0 | Madžarska | Dunaj, Avstrija |

| Poročilo tekme      | Poročilo tekme | Poročilo tekme | Poročilo tekme | Poročilo tekme |
| ------------------- | -------------- | -------------- | -------------- | -------------- |
| Začetek: ni podatka |                |                |                |                |

| 24. januar 1927 | Nemčija | 2:1 | Češkoslovaška | Dunaj, Avstrija |

| Poročilo tekme      | Poročilo tekme | Poročilo tekme | Poročilo tekme | Poročilo tekme |
| ------------------- | -------------- | -------------- | -------------- | -------------- |
| Začetek: ni podatka |                |                |                |                |

| 25. januar 1927 | Nemčija | 2:1 | Poljska | Dunaj, Avstrija |

| Poročilo tekme      | Poročilo tekme | Poročilo tekme | Poročilo tekme | Poročilo tekme |
| ------------------- | -------------- | -------------- | -------------- | -------------- |
| Začetek: ni podatka |                |                |                |                |

| 25. januar 1927 | Belgija | 2:0 | Češkoslovaška | Dunaj, Avstrija |

| Poročilo tekme      | Poročilo tekme | Poročilo tekme | Poročilo tekme | Poročilo tekme |
| ------------------- | -------------- | -------------- | -------------- | -------------- |
| Začetek: ni podatka |                |                |                |                |

| 26. januar 1927 | Belgija | 6:0 | Madžarska | Dunaj, Avstrija |

| Poročilo tekme      | Poročilo tekme | Poročilo tekme | Poročilo tekme | Poročilo tekme |
| ------------------- | -------------- | -------------- | -------------- | -------------- |
| Začetek: ni podatka |                |                |                |                |

| 26. januar 1927 | Avstrija | 3:1 | Poljska | Dunaj, Avstrija |

| Poročilo tekme      | Poročilo tekme | Poročilo tekme | Poročilo tekme | Poročilo tekme |
| ------------------- | -------------- | -------------- | -------------- | -------------- |
| Začetek: ni podatka |                |                |                |                |

| 27. januar 1927 | Nemčija | 5:0 | Madžarska | Dunaj, Avstrija |

| Poročilo tekme      | Poročilo tekme | Poročilo tekme | Poročilo tekme | Poročilo tekme |
| ------------------- | -------------- | -------------- | -------------- | -------------- |
| Začetek: ni podatka |                |                |                |                |

| 27. januar 1927 | Češkoslovaška | 1:1 | Poljska | Dunaj, Avstrija |

| Poročilo tekme      | Poročilo tekme | Poročilo tekme | Poročilo tekme | Poročilo tekme |
| ------------------- | -------------- | -------------- | -------------- | -------------- |
| Začetek: ni podatka |                |                |                |                |

| 27. januar 1927 | Avstrija | 1:0 | Belgija | Dunaj, Avstrija |

| Poročilo tekme      | Poročilo tekme | Poročilo tekme | Poročilo tekme | Poročilo tekme |
| ------------------- | -------------- | -------------- | -------------- | -------------- |
| Začetek: ni podatka |                |                |                |                |

| 28. januar 1927 | Češkoslovaška | 5:0 | Madžarska | Dunaj, Avstrija |

| Poročilo tekme      | Poročilo tekme | Poročilo tekme | Poročilo tekme | Poročilo tekme |
| ------------------- | -------------- | -------------- | -------------- | -------------- |
| Začetek: ni podatka |                |                |                |                |

| 28. januar 1927 | Belgija | 2:2 | Poljska | Dunaj, Avstrija |

| Poročilo tekme      | Poročilo tekme | Poročilo tekme | Poročilo tekme | Poročilo tekme |
| ------------------- | -------------- | -------------- | -------------- | -------------- |
| Začetek: ni podatka |                |                |                |                |

| 28. januar 1927 | Avstrija | 2:1 | Nemčija | Dunaj, Avstrija |

| Poročilo tekme      | Poročilo tekme | Poročilo tekme | Poročilo tekme | Poročilo tekme |
| ------------------- | -------------- | -------------- | -------------- | -------------- |
| Začetek: ni podatka |                |                |                |                |

| 29. januar 1927 | Belgija | 3:0 | Nemčija | Dunaj, Avstrija |

| Poročilo tekme      | Poročilo tekme | Poročilo tekme | Poročilo tekme | Poročilo tekme |
| ------------------- | -------------- | -------------- | -------------- | -------------- |
| Začetek: ni podatka |                |                |                |                |

| 29. januar 1927 | Poljska | 6:1 | Madžarska | Dunaj, Avstrija |

| Poročilo tekme      | Poročilo tekme | Poročilo tekme | Poročilo tekme | Poročilo tekme |
| ------------------- | -------------- | -------------- | -------------- | -------------- |
| Začetek: ni podatka |                |                |                |                |

| 29. januar 1927 | Avstrija | 1:0 | Češkoslovaška | Dunaj, Avstrija |

| Poročilo tekme      | Poročilo tekme | Poročilo tekme | Poročilo tekme | Poročilo tekme |
| ------------------- | -------------- | -------------- | -------------- | -------------- |
| Začetek: ni podatka |                |                |                |                |

### Končni vrstni red
OT-odigrane tekme, z-zmage, n-neodločeni izidi, P-porazi, DG-doseženo goli, PG-prejeti goli, GR-gol razlika, T-točke.
| #  | Reprezentanca | OT | Z | N | P | DG | PG | GR  | T  |
| -- | ------------- | -- | - | - | - | -- | -- | --- | -- |
| 1. | Avstrija      | 5  | 5 | 0 | 0 | 13 | 2  | +11 | 10 |
| 2. | Belgija       | 5  | 3 | 1 | 1 | 13 | 3  | +10 | 7  |
| 3. | Nemčija       | 5  | 3 | 0 | 2 | 10 | 7  | +3  | 6  |
| 4. | Poljska       | 5  | 1 | 2 | 2 | 11 | 9  | +2  | 4  |
| 5. | Češkoslovaška | 5  | 1 | 1 | 3 | 7  | 6  | +1  | 3  |
| 6. | Madžarska     | 5  | 0 | 0 | 5 | 1  | 28 | -27 | 0  |

Najboljši strelec
- Wilhelm Kreitz, 7 golov